# NoWayOut
NoWayOut és un grup de Pop punk/rock de Cerdanyola del Vallès, Catalunya, fundat el 1998.

## Biografia

### Formació i primera maqueta
En 1998 el grup Legalizit se separa i tres dels seus membres (Xavi, Japo i Tole) segueixen junts formant NoWayOut després d'incorporar a un altre guitarra: Txosse. A principis de 1999, Tole abandona el grup i Jordi s'incorpora com a bateria al grup. Al març del mateix any graven la seva primera maqueta anomenada Having fun at last!, amb nou cançons que marcarien la línia que va prendre el grup posteriorment.
Jordi, membre provisional, abandona el grup després de la incorporació d'Oxi, del grup Ubi Sunt, com a bateria. Amb la seva incorporació es consolida l'estil Hardcore melòdic en el grup. A partir de llavors comencen a actuar en múltiples sales de Barcelona, apareixen a fanzines i van fent-se un nom en el panorama espanyol, actuant fins i tot a TV3.

### Primers àlbums i gires per l'estranger
Al juliol de 2001 editen el seu primer àlbum, Long Way To Nowhere, que incorpora alguns temes inèdits i un repàs a anteriors enregistraments. Al setembre de 2001, Xavi deixa el grup, donant pas a Noel, que se suma a Txosse com a veu i guitarra.
Després de la gira de presentació per Espanya de Long Way To Nowhere, actuant al costat d'altres grups del panorama internacional, com Heideroosjes, 5 Days Off o Satanic Surfers, graven el seu segon àlbum, Waitin' For Sunday a la fi de 2002 (encara que no apareixeria al mercat fins a desembre de 2003). A l'espera de la sortida del disc, actuen arreu de l'estat, fins i tot al costat dels estatunidencs Lagwagon.
Presenten el disc junts, entre d'altres, als estatunidencs Teen Foot Pole i decideixen que l'àlbum ha de sortir de les fronteres espanyoles, presentant-lo a Bèlgica i França. A més contacten amb una promotora japonesa que els ofereix portar la presentació del disc allí i una discogràfica, també japonesa, s'interessa per publicar el disc al Japó. La gira és reeixida i es repetiria més endavant amb Bipolar, establint una relació especial amb el Japó.

### Bipolar
Warner s'interessa pel projecte juntament amb el segell GMM Records. La pressió que suposa treballar amb Warner no els afecta i segueixen tancats a l'estudi de Txosse component un projecte molt ambiciós, destinat a un públic més ampli. Per aconseguir-ho, decideixen publicar un doble CD, on afegeixen una versió en castellà del disc en anglès.
Per fer encara més ambiciós el projecte, la banda decideix contactar amb Joe Marlett, que ha treballat amb grups com Blink-182, Relient K o Foo Fighters entre d'altres, per barrejar i produir el nou àlbum. Finalment els arranjaments del disc es fan en Los Angeles, als estudis The Mastering Lab, que han treballat per a grups com Blink-182 o Ben Harper.
Al setembre de 2005, Japo abandona el grup per desavinences personals amb la resta de membres de la banda, i és substituït per Fèlix, la qual cosa aporta una nova veu i més frescor al grup. Japo torna a reunir-se amb Xavi i formen el grup Bottleduck. El 25 d'octubre de 2005 surt a la venda Bipolar, produït per Warner i sota llicència del segell GMM-Records, amb la intenció de ser distribuït internacionalment. Venent un total de 22.000 discos al nostre país. S'inicia la gira de Bipolar i al desembre de 2005 es va dur a terme una mini-gira per Japó, al qual es van estrènyer llaços entre la banda catalana i el país asiàtic.
La gira conclou a principi de març de 2006 a Espanya, amb més de quaranta concerts, en les quals mostren el nou i més potent directe de la banda. El grup va portar les cançons de Bipolar fins a gairebé tots els racons de l'estat, en una gira de consolidació que va durar fins a desembre de 2006 amb diversos concerts de clausura, l'últim d'ells el 16 de desembre de 2006 al costat de dos grups: Puk 2 i Yawn. El 18 de juliol de 2007 Txosse va anunciar a la pàgina web del grup que deixava la seva activitat com a músic per dedicar-se per complet a la seva labor com a productor musical.

### L'èxit deLo que Dura Dura
Durant 2007, Fèlix, Noel i Oxi es marxen a San Diego (Califòrnia) de nou al costat de Joe Marlett i el seu àlbum Lo que Dura Dura apareix el 2008, un disc bastant reeixit, gràcies al seu primer senzill, Lo Mismo. Amb aquest treball, es donen a conèixer al gran públic.
Al setembre de 2008, Oxi deixa la banda. Per a tota la sèrie de concerts que tenen durant setembre, troben un bateria provisional, Ernest, bateria del grup Yawn. D'ara endavant, és Víctor Álvarez Carracedo qui es fa càrrec de la bateria en els directes, mentre que Periko i Albert Silva, es van alternant a la segona guitarra en els directes. Al novembre de 2008 es realitza l'enregistrament del videoclip del seu nou senzill, En Mil Pedazos, que va ser llançat el 2 de febrer de 2009 a la web del grup.
Durant la primavera de 2009, la banda realitza una reeixida gira per tot Espanya amb el grup de pop punk Dikers. A l'abril de 2009, en acabar la Gira Con Un Par, al costat de Dikers, el grup troba per fi un bateria fix, que retorna a la banda l'estatus de trio. Es tracta de Sergi Monroy, ex-bateria de Dia-X, que entra a formar part com a membre de NWO.
SED, un dels temes que apareixeran en el nou disc, va formar part també de la BSO de la pel·lícula La saga Crepuscle: Lluna Nova, segon lliurament de la saga Crepuscle, que va sortir a la venda el 20 d'octubre de 2009.

### Tabula Rasa
Quan la banda va escriure la primera cançó per Tabula Rasa al maig de 2009 el grup sabia és que havia de sonar a trio. Estilísticament, Tabula Rasa és el disc més contundent de la banda fins avui, i sembla voler impregnar-se, més que mai, de la manera d'entendre la música que van aprendre de les bandes de punk rock i hardcore melòdic de els 90.
Est va ser el cinquè treball de la banda, un àlbum produït per Joe Marlett i Noel Campillo que va ser gravat als Kcleta Studios (Sant Antoni de Vilamajor, Barcelona) durant els mesos de setembre i octubre de 2010, i barrejat també per Joe Marlett, qui aconsegueix amb aquest, el seu tercer àlbum consecutiu del grup a la producció i a les mescles. Finalment, el mastering va correspondre a Tom Baker, als estudis Precision Mastering de Hollywood. L'àlbum va ser seguit per una extensa gira de tres mesos, que va portar al grup a presentar Tabula Rasa per tot el país, amb més de quaranta dates. El 2012 la banda cessa la seva activitat. A la fi de 2015, NoWayOut es reuneix per donar un únic xou a Barcelona.

## Discografia

### Àlbums
| Any  | Àlbum               | Discogràfica       |
| ---- | ------------------- | ------------------ |
| 2001 | Long Way To Nowhere | Outline Records    |
| 2003 | Waitin' For Sunday  | Bottleduck Records |
| 2005 | Bipolar             | Warner Bros        |
| 2008 | Lo Que Dura Dura    | Warner Bros        |

### EP
| Any  | Àlbum                   | Discogràfica       |
| ---- | ----------------------- | ------------------ |
| 1999 | Having Fun...At Last!!! | Bottleduck Records |

### Singles / Vídeos musicals
| Any  | Cançó               | Àlbum            |
| ---- | ------------------- | ---------------- |
| 2005 | No Voy A Salir      | Bipolar          |
| 2006 | Efectos Secundarios | Bipolar          |
| 2007 | Día Normal          | Bipolar          |
| 2008 | Lo Mismo            | Lo Que Dura Dura |
| 2009 | En Mil Pedazos      | Lo Que Dura Dura |